# Lockport
Ne doit pas être confondu avec Lockport (town, New York).
La ville de Lockport est le siège du comté de Niagara, situé dans l'État de New York, aux États-Unis.

## Démographie

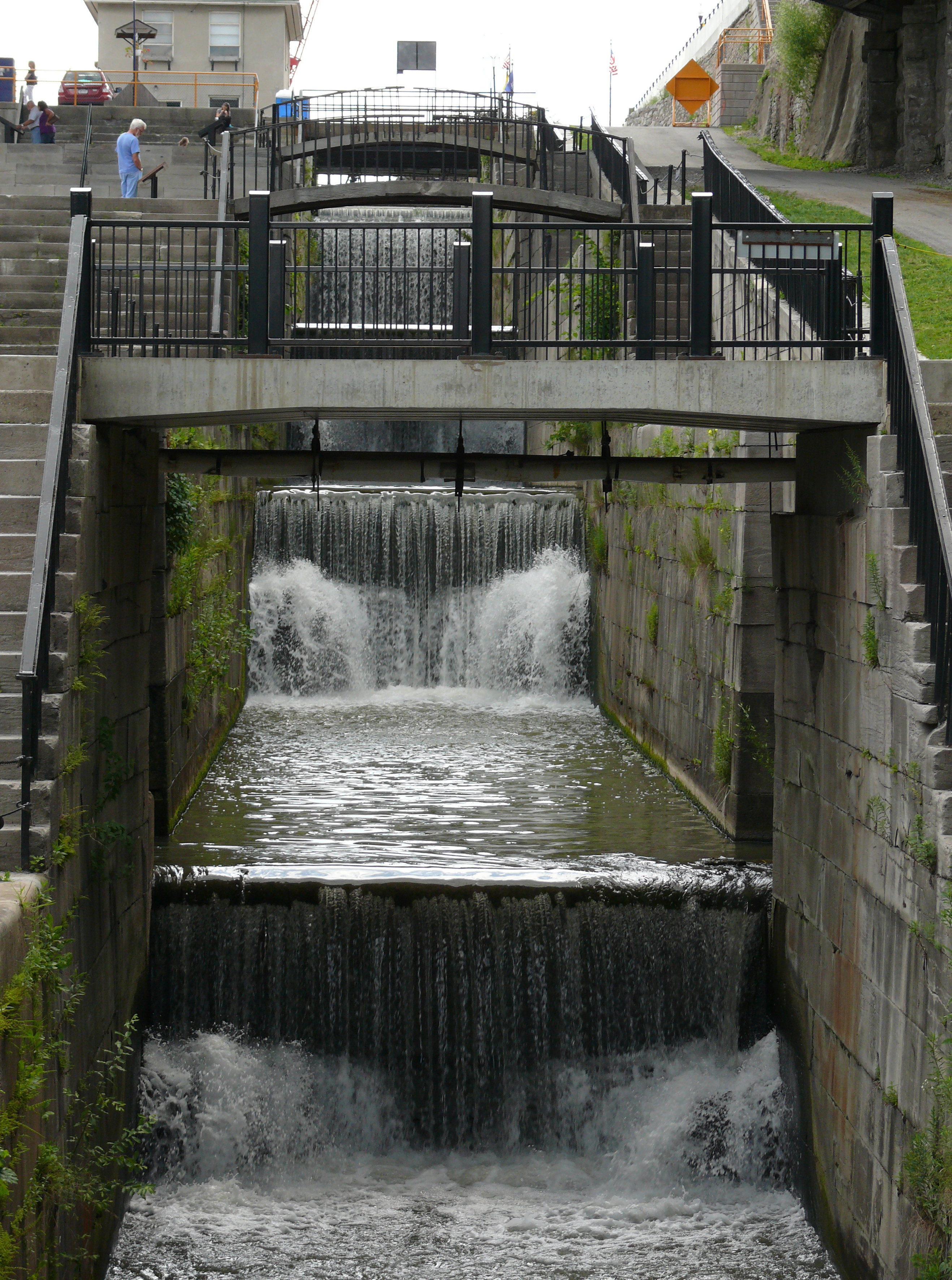
Le Flight of five, cinq écluses consécutives.

| Groupe                           | Lockport | New York | États-Unis |
| -------------------------------- | -------- | -------- | ---------- |
| Blancs                           | 87,5     | 66,8     | 72,4       |
| Afro-Américains                  | 7,2      | 15,9     | 12,6       |
| Métis                            | 3,5      | 3,0      | 2,9        |
| Autres                           | 0,8      | 7,5      | 6,4        |
| Asiatiques                       | 0,5      | 7,3      | 4,8        |
| Amérindiens                      | 0,5      | 0,6      | 0,9        |
| Total                            | 100      | 100      | 100        |
|                                  |          |          |            |
| Hispaniques et Latino-Américains | 3,2      | 17,6     | 16,7       |